# Lista planetelor minore: 227001–228000
Aceasta este lista planetelor minore cu numerele 227001–228000.

## 227001–227100
| Denumire        | Denumire provizorie | Data descoperirii | Locul descoperirii | Descoperitor(i)     |
| --------------- | ------------------- | ----------------- | ------------------ | ------------------- |
| 227001 -        | 2004 XV80           | 10 decembrie 2004 | Socorro            | LINEAR              |
| 227003 -        | 2004 XF89           | 10 decembrie 2004 | Campo Imperatore   | CINEOS              |
| 227004 -        | 2004 XA97           | 11 decembrie 2004 | Kitt Peak          | Spacewatch          |
| 227007 -        | 2004 XO114          | 10 decembrie 2004 | Anderson Mesa      | LONEOS              |
| 227011 -        | 2004 XY125          | 11 decembrie 2004 | Catalina           | CSS                 |
| 227026 -        | 2004 YA26           | 19 decembrie 2004 | Mount Lemmon       | Mount Lemmon Survey |
| 227033 -        | 2005 AM26           | 11 ianuarie 2005  | WISE               | WISE                |
| 227046 -        | 2005 BE29           | 31 ianuarie 2005  | Palomar            | NEAT                |
| 227051 -        | 2005 CY25           | 5 februarie 2005  | Uccle              | T. Pauwels          |
| 227055 -        | 2005 EE39           | 7 martie 2005     | Goodricke-Pigott   | R. A. Tucker        |
| 227065 Romandia | 2005 GQ9            | 1 aprilie 2005    | Vicques            | M. Ory              |

## 227101–227200
| Denumire         | Denumire provizorie | Data descoperirii | Locul descoperirii   | Descoperitor(i) |
| ---------------- | ------------------- | ----------------- | -------------------- | --------------- |
| 227113 -         | 2005 NM55           | 7 iulie 2005      | Reedy Creek          | J. Broughton    |
| 227136 -         | 2005 OL14           | 31 iulie 2005     | Siding Spring        | SSS             |
| 227141 -         | 2005 PJ             | 1 august 2005     | Eskridge             | Eskridge        |
| 227144 -         | 2005 PG2            | 4 august 2005     | Črni Vrh             | Črni Vrh        |
| 227152 -         | 2005 PJ20           | 5 august 2005     | Vallemare di Borbona | V. S. Casulli   |
| 227151 Desargues | 2005 PT16           | 10 august 2005    | Saint-Sulpice        | B. Christophe   |
| 227196 -         | 2005 QW76           | 29 august 2005    | Jarnac               | Jarnac          |

## 227201–227300
| Denumire     | Denumire provizorie | Data descoperirii | Locul descoperirii | Descoperitor(i) |
| ------------ | ------------------- | ----------------- | ------------------ | --------------- |
| 227218 Rényi | 2005 RU3            | 5 septembrie 2005 | Piszkéstető        | K. Sárneczky    |

## 227301–227400
| Denumire         | Denumire provizorie | Data descoperirii | Locul descoperirii | Descoperitor(i) |
| ---------------- | ------------------- | ----------------- | ------------------ | --------------- |
| 227326 Narodychi | 2005 TB152          | 11 octombrie 2005 | Andrushivka        | Andrushivka     |
| 227331 -         | 2005 UW             | 23 octombrie 2005 | Wrightwood         | J. W. Young     |
| 227332 -         | 2005 UF2            | 23 octombrie 2005 | Junk Bond          | D. Healy        |
| 227335 -         | 2005 UY3            | 25 octombrie 2005 | Nashville          | R. Clingan      |
| 227336 -         | 2005 UJ7            | 27 octombrie 2005 | Mayhill            | E. Guido        |
| 227337 -         | 2005 UH8            | 27 octombrie 2005 | Ottmarsheim        | C. Rinner       |

## 227401–227500
| Denumire | Denumire provizorie | Data descoperirii | Locul descoperirii | Descoperitor(i)  |
| -------- | ------------------- | ----------------- | ------------------ | ---------------- |
| 227418 - | 2005 UJ517          | 25 octombrie 2005 | Apache Point       | A. C. Becker     |
| 227419 - | 2005 VQ4            | 7 noiembrie 2005  | Marly              | Observatory Naef |

## 227501–227600
| Denumire | Denumire provizorie | Data descoperirii | Locul descoperirii | Descoperitor(i) |
| -------- | ------------------- | ----------------- | ------------------ | --------------- |
| 227504 - | 2005 XK104          | 1 decembrie 2005  | Kitt Peak          | M. W. Buie      |
| 227545 - | 2005 YZ128          | 25 decembrie 2005 | Gnosca             | S. Sposetti     |
| 227584 - | 2006 AE4            | 7 ianuarie 2006   | Mayhill            | A. Lowe         |

## 227601–227700
| Denumire       | Denumire provizorie | Data descoperirii | Locul descoperirii | Descoperitor(i) |
| -------------- | ------------------- | ----------------- | ------------------ | --------------- |
| 227641 Nothomb | 2006 BD99           | 28 ianuarie 2006  | Nogales            | J.-C. Merlin    |

## 227701–227800
| Denumire           | Denumire provizorie | Data descoperirii | Locul descoperirii | Descoperitor(i) |
| ------------------ | ------------------- | ----------------- | ------------------ | --------------- |
| 227767 Enkibilal   | 2006 US62           | 20 octombrie 2006 | Nogales            | J.-C. Merlin    |
| 227770 Wischnewski | 2006 US289          | 30 octombrie 2006 | Altschwendt        | W. Ries         |

## 227801–227900
| Denumire | Denumire provizorie | Data descoperirii | Locul descoperirii | Descoperitor(i)     |
| -------- | ------------------- | ----------------- | ------------------ | ------------------- |
| 227814 - | 2007 BE50           | 28 ianuarie 2007  | Marly              | P. Kocher           |
| 227825 - | 2007 CE23           | 6 februarie 2007  | Lulin Observatory  | H.-C. Lin, Q.-z. Ye |
| 227839 - | 2007 CC73           | 14 februarie 2007 | Mauna Kea          | Mauna Kea           |
| 227840 - | 2007 DC1            | 16 februarie 2007 | Calvin-Rehoboth    | Calvin-Rehoboth     |

## 227901–228000
| Denumire      | Denumire provizorie | Data descoperirii | Locul descoperirii | Descoperitor(i)        |
| ------------- | ------------------- | ----------------- | ------------------ | ---------------------- |
| 227930 Athos  | 2007 GG6            | 14 aprilie 2007   | Saint-Sulpice      | B. Christophe          |
| 227958 -      | 2007 HH             | 16 aprilie 2007   | 7300 Observatory   | W. K. Y. Yeung         |
| 227962 Aramis | 2007 HQ14           | 19 aprilie 2007   | Saint-Sulpice      | B. Christophe          |
| 227980 -      | 2007 HA88           | 27 aprilie 2007   | Desert Moon        | B. L. Stevens          |
| 227986 -      | 2007 JP2            | 7 mai 2007        | Lulin Observatory  | LUSS                   |
| 227997 -      | 2007 KU7            | 16 mai 2007       | XuYi               | PMO NEO Survey Program |